# 小欖綜合康復服務大樓

小欖綜合康復服務大樓（英語：Siu Lam Integrated Rehabilitation Services Complex）是香港一棟殘疾人士宿舍，位於香港新界屯門小欖康輝路12及20號。大樓原址為小欖醫院，斥資13億港元興建，工期達四年，因故延後至2025年2月28日啟用，並由政務司司長陳國基、勞工及福利局局長孫玉菡、常任秘書長劉焱和社會福利署署長杜永恒主持開幕禮。

## 設計
服務大樓內共有三間社福機構，分別為東華三院、香港耀能協會以及新生精神康復會，並與醫院管理局採用醫社合作模式，減少院友舟車勞頓。大樓服務智障、肢體傷殘以及精神復元人士，一共設有1150個住宿照顧名額以及560個日間訓練名額，並將持續增長，目標是將殘疾人士康復服務名額增至約4萬個。大樓分為兩座，樓面面積約42,000平方米，設有大面積的玻璃窗，方便空氣流通，同時方便自然光曬入，周邊設有不少公共空間。為了更好服務院友，大樓安裝了大量樂齡科技。